# Ányelo Rodríguez
Ányelo Rodríguez, vollständiger Name Ányelo Paolo Rodríguez Da Silva, (* 28. Juli 1995 in Bella Unión oder Montevideo) ist ein uruguayischer Fußballspieler.

## Karriere
Der 1,70 Meter große Mittelfeldakteur Ányelo Rodríguez spielte nach Angaben des uruguayischen Fußballverbandes von 2010 bis 2014 für die Nachwuchsmannschaften des Racing Club de Montevideo. Allerdings führen ihn andere Quellen mit belegter Kaderberufung für ein Erstligaspiel ohne Einsatz zumindest in der Clausura 2013 als Spieler Bella Vistas. Anfang August 2013 soll er von dort zum Reserveteam des Club Atlético Peñarol gewechselt sein. Die AUF wiederum führt für ihn erst ab 2014 eine Station bei Peñarol. Mitte Juli 2016 schloss er sich erneut dem Racing Club de Montevideo an. Dort debütierte er am 28. August 2016 in der Primera División, als er von Trainer Julio Avelino Comesaña am 1. Spieltag der Spielzeit 2016 beim 1:1-Unentschieden gegen Plaza Colonia in der 73. Spielminute für Joaquín Aguirre eingewechselt wurde. Während der Saison 2016 kam er fünfmal (kein Tor) und in der Spielzeit 2017 bis zum Abschluss des Torneo Intermedio 14-mal (kein Tor) in der Liga zum Einsatz. In der zweiten Julihälfte 2017 verpflichtete ihn der Zweitligist Canadian Soccer Club auf Leihbasis.